# リチャード・ファーレル
トーマス・リチャード・ファーレル（Thomas Richard Farrell, 1926年12月30日 - 1958年5月27日）は、ニュージーランド出身のピアノ奏者。
オークランドに生まれ、ほどなくしてウェリントンに引っ越した。6歳からフローレンス・フィッツジェラルドに、9歳でゴードン・ショートにピアノを師事する。7歳の時に地元のウェリントン交響楽団と共演を果たしている。12歳でオーストラリアのシドニーに渡り、ニュー・サウス・ウェールズ国立音楽院のアレクサンドル・スヴェルジェンスキーの下で研鑽を積んだ。この間にアルトゥール・ルービンシュタインやアイリーン・ジョイスらの激励を受ける。
1944年にニュー・サウス・ウェールズ州のコンクールで優勝し、ABC交響楽団からヤング・パフォーマー賞を贈られた。1945年にユージン・オーマンディに認められてアメリカでの公演の招待を受けるも、第二次世界大戦の影響で渡米をいったん断念する。その後、ウィリアム・カペルと知己の仲になり、1947年にカペルの手引きでアメリカに渡り、ジュリアード音楽院のオルガ・サマロフの薫陶を受け、セルゲイ・クーセヴィツキーに指揮法を学んだ。
1948年に一旦ニュージーランドに戻ってリサイタルを開いた後、カーネギー・ホールで演奏会を開き、ルービンシュタインから絶賛された。1950年にはディミトリ・ミトロプーロスの指揮するニューヨーク・フィルハーモニー交響楽団とグリーグのピアノ協奏曲を演奏した。1951年から活動の本拠をロンドンに移し、プリンセス・メアリー・ルイーズをパトロンにして演奏活動を展開した。1956年にはニュージーランドへの里帰り公演も実現させ、ブレントン・ラングバイン、エドゥアルト・メルクス、オトマール・ボルヴィツキーらとピアノ四重奏団を結成するなど室内楽の分野でも活躍した。
サセックス州ホートンで自動車事故のために急逝した。

## 註
1. ↑  http://www.teara.govt.nz/en/biographies/5f2/farrell-thomas-richard